# Danh sách vương hậu nhà Cao Ly
Dưới đây là danh sách vương hậu, chính thất phu nhân của những quốc vương nhà Cao Ly trong lịch sử bán đảo Triều Tiên. Một số phu nhân không được gọi là vương hậu vẫn có thể có tên trong danh sách, vì họ là chính thất của vua chứ không phải chỉ là một hậu cung được sắc phong.

## Vương hậu Cao Ly
| Quân chủ                   | Quốc mẫu                                    | Thân phụ                                           | Thân mẫu                                                           | Tại vị                          | Sinh - Mất                 |
| -------------------------- | ------------------------------------------- | -------------------------------------------------- | ------------------------------------------------------------------ | ------------------------------- | -------------------------- |
| Thái Tổ (太祖)             | Thần Huệ Vương hậu (神惠王后)               | Liễu Thiên Cung (柳天弓)                           | -                                                                  | 918 - ?                         |                            |
| Thái Tổ (太祖)             | Trang Hòa Vương hậu (莊和王后)              | Ngô Hi (吳禧)                                      | Liên thị (連氏)                                                    |                                 |                            |
| Thái Tổ (太祖)             | Thần Minh Vương thái hậu (神明王后)         | Lưu Căng Đạt (劉兢達)                              | -                                                                  | ? - 943                         | 900(?) - 951 (thọ 51?)     |
| Huệ Tông (惠宗)            | Nghĩa Hòa Vương hậu (義和王后)              | Lâm Hi (林曦)                                      | -                                                                  | 943 - ?                         |                            |
| Định Tông (定宗)           | Văn Cung Vương hậu (文恭王后)               | Phác Anh Quy (朴英規)                              | Quốc Đại phu nhân Chân thị (甄氏)                                  |                                 |                            |
| Định Tông (定宗)           | Văn Thành Vương hậu (文成王后)              | Phác Anh Quy (朴英規)                              | Quốc Đại phu nhân Chân thị (甄氏)                                  |                                 |                            |
| Quang Tông (光宗)          | Đại Mục Vương hậu (大穆王后)                | Cao Ly Vương quốc Thái Tổ Đại vương (太祖大王)     | Minh Phúc cung Đại phu nhân Hoàng Châu Hoàng Phủ thị (黃州 皇甫氏) | 949 - ?                         |                            |
| Cảnh Tông (景宗)           | Hiến Túc Vương hậu (獻肅王后)               | Tân La Vương quốc Kính Thuận vương (敬順王)        | Lạc Lãng Công chúa (樂浪公主)                                      |                                 |                            |
| Cảnh Tông (景宗)           | Hiến Ý Vương hậu (獻懿王后)                 | Cao Ly truy tôn Văn Nguyên Đại vương (文元大王)    | Liễu thị (柳氏)                                                    |                                 |                            |
| Cảnh Tông (景宗)           | Hiến Ai Vương hậu (獻哀王后)                | Cao Ly truy tôn Đới Tông Đại vương (戴宗大王)      | Trinh Châu Lưu thị (貞州 劉氏)                                     | 980 - 981 (1 năm)               | 964 - 1029 (thọ 65)        |
| Thành Tông (成宗)          | Văn Đức Vương hậu (文德王后)                | Cao Ly Vương quốc Quang Tông Đại vương (光宗大王)  | Đại Mục Vương hậu Hoàng Châu Hoàng Phủ thị (黃州 皇甫氏)           |                                 | 981 - ?                    |
| Mục Tông (穆宗)            | Tuyên Chính Vương hậu (宣正王后)            | Hoằng Đức viện quân Vương Quê (王圭)               | Văn Đức Vương hậu Trung Châu Lưu thị (忠州 劉氏)                   |                                 |                            |
| Hiển Tông (顯宗)           | Nguyên Trinh Vương hậu (元貞王后)           | Cao Ly Vương quốc Thành Tông Đại vương (成宗大王)  | Thiện Sơn Kim thị (善山 金氏)                                      | 1009 - 1018 (9 năm)             | ? - 1018                   |
| Hiển Tông (顯宗)           | Nguyên Hòa Vương hậu (元和王后)             | Cao Ly Vương quốc Thành Tông Đại vương (成宗大王)  | Diên Xương Cung phu nhân Khánh Châu Thôi thị (慶州 崔氏)           | 1018(?) - ?                     |                            |
| Hiển Tông (顯宗)           | Nguyên Thành Vương hậu (元成王后)           | Công Châu Tiết độ sứ Kim Ân Phó (金殷傅)           | An Sơn Quận Đại phu nhân Nhân Xuyên Lý thị (仁川 李氏)             | 1022 - 1028 (6 năm)             | ? - 1028                   |
| Đức Tông (德宗)            | Kính Thành Vương hậu (敬成王后)             | Cao Ly Vương quốc Hiển Tông Đại vương (顯宗大王)   | Nguyên Thuận Thục phi Khánh Châu Kim thị (慶州 金氏)               | 1034 (~1 năm)                   | ? - 1086                   |
| Tĩnh Tông (靖宗)           | Dung Tín Vương hậu (容信王后)               | Môn Hạ thị trung Hàn Tộ (韓祚)                     | -                                                                  | 1035 - 1036 (1 năm)             | ? - 1036                   |
| Tĩnh Tông (靖宗)           | Dung Ý Vương hậu (容懿王后)                 | Môn Hạ thị trung Hàn Tộ (韓祚)                     | -                                                                  | 1040 - ?                        |                            |
| Tĩnh Tông (靖宗)           | Dung Mục Vương hậu (容穆王后)               | Công Bộ thị lang Lý Bẫm Yên (李稟焉)               | -                                                                  |                                 |                            |
| Văn Tông (文宗)            | Nhân Bình Vương hậu (仁平王后)              | Cao Ly Vương quốc Hiển Tông Đại vương (顯宗大王)   | Nguyên Thành Vương hậu An Sơn Kim thị (安山 金氏)                  |                                 |                            |
| Văn Tông (文宗)            | Nhân Duệ Vương hậu (仁睿王后)               | Khánh viện quân Khai Quốc công Lý Tử Uyên (李子淵) | Kê Lâm Quốc Đại phu nhân Khánh Châu Kim thị (慶州 金氏ư)           | 1052 - 1083 (31 năm)            | 1031(?)- 1092 (thọ 61)     |
| Thuận Tông (順宗)          | Không lập vương hậu                         | -                                                  | -                                                                  | -                               | -                          |
| Tuyên Tông (宣宗)          | Tư Túc Vương hậu (思肅王后)                 | Công bộ Thượng thư Lý Thạc (李碩)                  | -                                                                  | 1083 - 1094 (11 năm)            | 1065(?) - 1107(?) (thọ 42) |
| Hiến Tông (獻宗)           | Hoài Thuần Vương hậu (懷純王后)             | Tấn Sơn Phủ viện quân Tô Kế Linh (蘇繼笭)          | -                                                                  |                                 |                            |
| Túc Tông (肅宗)            | Minh Ý Vương hậu (明懿王后)                 | Môn Hạ thị trung Liễu Hồng (柳洪)                  | Kim thị (金氏)                                                     | 1099 - 1105 (6 năm)             | ? - 1112                   |
| Duệ Tông (睿宗)            | Kính Hòa Vương hậu (敬和王后)               | Cao Ly Vương quốc Tuyên Tông Đại vương (宣宗大王)  | Trinh Tín Hiền phi Nhân Châu Lý thị (仁川 李氏)                    | 1106 - 1109 (3 năm)             | 1079 - 1109 (thọ 30)       |
| Duệ Tông (睿宗)            | Thuận Đức Vương hậu (順德王后)              | Triều Tiên Quốc công Lý Tư Khiêm (李資謙)          | -                                                                  | 1114 - 1118 (4 năm)             | ? - 1118                   |
| Nhân Tông (仁宗)           | Phế phi Lý thị (廢妃 李氏)                  | Triều Tiên Quốc công Lý Tư Khiêm (李資謙)          | -                                                                  | 1124 - 1126 (bị phế) (2 năm)    | ? - 1139                   |
| Nhân Tông (仁宗)           | Phế phi Lý thị (廢妃 李氏)                  | Triều Tiên Quốc công Lý Tư Khiêm (李資謙)          | -                                                                  | 1124 - 1126 (bị phế) (2 năm)    | ? - 1195                   |
| Nhân Tông (仁宗)           | Cung Duệ Vương hậu (恭睿王后)               | Định An hầu Nhâm Nguyên Hậu (任元厚)               | -                                                                  | 1126 - 1146 (20 năm)            | 1109 - 1183 (thọ 74)       |
| Nghị Tông (毅宗)           | Trang Kính Vương hậu (莊敬王后)             | Giang Lăng Công Vương Ôn (王溫)                    | -                                                                  | 1146 - ?                        |                            |
| Nghị Tông (毅宗)           | Trang Tuyên Vương hậu (莊宣王后)            | Tham tri Chính sử Thôi Đoan (崔端)                 | -                                                                  | 1148 - ?                        |                            |
| Minh Tông (明宗)           | Không lập vương hậu                         | -                                                  | -                                                                  | -                               | -                          |
| Thần Tông (神宗)           | Tuyên Tĩnh Vương hậu (宣靜王后)             | Giang Lăng Công Vương Ôn (王溫)                    | -                                                                  | 1197(?) - 1204 (7 năm?)         | ? - 1222                   |
| Hi Tông (熙宗)             | Thành Bình Vương hậu (成平王后)             | Vương Chân (王稹)                                  | Diên Hy Cung chúa (延禧宮主)                                       | 1211 (~1 năm)                   | ? - 1247                   |
| Khang Tông (純祖)          | Nguyên Đức Vương hậu (元德王后)             | Vương Thành (王珹)                                 | Xương Lạc Cung chúa (昌樂宮主)                                     | 1211 - 1213 (2 năm)             | 1167(?) - 1239 (thọ 72)    |
| Cao Tông (高宗)            | An Huệ Vương hậu (安惠王后)                 | Cao Ly Vương quốc Cao Tông Đại vương (高宗大王)    | Thành Bình Vương hậu Trường Hưng Nhâm thị (長興 任氏)              | 1218 - 1232 (14 năm)            | ? - 1232                   |
| Nguyên Tông (高宗)         | Không lập vương hậu                         | -                                                  | -                                                                  | -                               | -                          |
| Trung Liệt Vương (忠烈王)  | Trang Mục Vương hậu (莊穆王后)              | Nguyên Thế Tổ Hốt Tất Liệt (Хубилай хаан; 忽必烈)  | A Tốc Chân Khả Đốn (阿速眞可敦)                                    | 1274 - 1297 (23 năm)            | 1259 - 1297 (thọ 38)       |
| Trung Tuyên Vương (忠宣王) | Bảo Tháp Thực Liên (Будашир гүнж; 寶塔實憐) | Cam Ma Lạp (Гамала; 甘麻剌)                        | -                                                                  | 1298 1308 - 1313                | ? - 1315                   |
| Trung Túc Vương (忠肅王)   | Cung Nguyên Vương hậu (恭元王后)            | Hồng Khuê (洪奎)                                   | Kim thị (金氏)                                                     | 1313 - 1330 [?] 1332 - 1339 [?] | 1298 - 1380 (thọ 82)       |
| Trung Túc Vương (忠肅王)   | Diệc Liên Chân Bát Lạp (亦憐真八剌)         | Dã Tiên Thiếp Mộc Nhĩ (也先帖木兒)                 | -                                                                  | 1316 - 1319 (3 năm)             | ? - 1319                   |
| Trung Túc Vương (忠肅王)   | Kim Đồng Thực Liên (金童實憐)               | -                                                  | -                                                                  | 1324 - 1325 (1 năm)             | 1308 - 1325 (thọ 17)       |
| Trung Túc Vương (忠肅王)   | Bách Nhan Hốt Đô (伯顔忽都)                 | A Mộc Ca (阿木哥)                                  | -                                                                  | 1332 - 1339 (7 năm)             | ? - 1344                   |
| Trung Huệ Vương (忠惠王)   | Diệc Liên Chân Ban (亦憐眞班)               | Tiêu Bát (焦八)                                    | -                                                                  | 1330 - 1332 1339 - 1344         | ? - 1375                   |
| Trung Mục Vương (忠穆王)   | Không lập vương hậu                         | -                                                  | -                                                                  | -                               | -                          |
| Trung Định Vương (忠定王)  | Không lập vương hậu                         | -                                                  | -                                                                  | -                               | -                          |
| Cung Mẫn Vương (恭愍王)    | Nhân Đức Vương hậu (仁德王后)               | Bối La Thiếp Mộc Nhi (孛羅帖木兒)                  | -                                                                  | 1351 - 1365 (14 năm)            | ? - 1365                   |
| Vũ Vương (禑王)            | Không lập vương hậu                         | -                                                  | -                                                                  | -                               | -                          |
| Xương Vương (昌王)         | Không lập vương hậu                         | -                                                  | -                                                                  | -                               | -                          |
| Cung Nhượng Vương (恭讓王) | Thuận phi Lư thị (順妃 盧氏)                | Lư Chân (盧稹)                                     | -                                                                  | 1389 - 1392 (3 năm)             | ? - 1394                   |